# La Grange (Wyoming)
La Grange es un pueblo ubicado en el condado de Goshen en el estado estadounidense de Wyoming. En el año 2010 tenía una población de 448 habitantes y una densidad poblacional de 448 personas por km².

## Geografía
La Grange se encuentra ubicado en las coordenadas 41°38′21.12″N 104°9′48.42″O / 41.6392000, -104.1634500. Según la Oficina del Censo, la localidad tiene un área total de 1 km² (0,4 mi²), de la cual 1 km² (0,4 mi²) es tierra y 0 km² (0 mi²) (0.0%) es agua.

### Localidades adyacentes
El siguiente diagrama muestra a las localidades en un radio de 40 kilómetros (24,9 mi) de La Grange.

## Demografía
En el 2000 la renta per cápita promedia del hogar era de $18.750, y el ingreso promedio para una familia era de $27.917. El ingreso per cápita para la localidad era de $8.056. En 2000 los hombres tenían un ingreso per cápita de $16.875 contra $11.250 para las mujeres. Alrededor del 24.60% de la población estaba bajo el umbral de pobreza nacional.